# József Sákovics
József Sákovics (Budapest, 26 de julio de 1927-Budapest, 2 de enero de 2009) fue un deportista húngaro que compitió en esgrima, especialista en las modalidades de florete y espada.
Participó en tres Juegos Olímpicos de Verano entre los años 1952 y 1960, obteniendo en total tres medallas, bronce en Helsinki 1952 y plata y bronce en Melbourne 1956. Ganó cinco medallas en el Campeonato Mundial de Esgrima entre los años 1953 y 1962.

## Palmarés internacional
| Juegos Olímpicos   | Juegos Olímpicos         | Juegos Olímpicos  | Juegos Olímpicos    |
| Año                | Lugar                    | Medalla           | Prueba              |
| ------------------ | ------------------------ | ----------------- | ------------------- |
| 1952               | Helsinki (Finlandia)     | Medalla de bronce | Florete por equipos |
| 1956               | Melbourne (Australia)    | Medalla de plata  | Espada por equipos  |
| 1956               | Melbourne (Australia)    | Medalla de bronce | Florete por equipos |
| Campeonato Mundial |                          |                   |                     |
| Año                | Lugar                    | Medalla           | Prueba              |
| 1953               | Bruselas (Bélgica)       | Medalla de oro    | Espada individual   |
| 1953               | Bruselas (Bélgica)       | Medalla de bronce | Florete por equipos |
| 1955               | Roma (Italia)            | Medalla de bronce | Espada por equipos  |
| 1959               | Budapest (Hungría)       | Medalla de oro    | Espada por equipos  |
| 1962               | Buenos Aires (Argentina) | Medalla de plata  | Florete por equipos |